# 테크로스
테크로스는 2000년에 창립된 대한민국 조선기자재업체이다.본사는 서울 강남구 삼성동에 위치하고 있으나, 실제 영업 및 생산이 일어나는 사업장은 부산 강서구이다. 현재 5개의 해외지사와 전 세계 25개 국 40여 개의 파트너사가 있다. 현재 박석원 전 LG전자 부사장(해외영업본부장)이 대표이사 사장으로 재직 중이다.

## 역사

### 시작
테크로스는 2000년 5월 한국과학기술원(KIST) 벤처단지에서 창업되었다.

### 선박평형수 처리장치 개발
2008년 10월 선박평형수 처리장치에 대한 최종승인을 획득하였다.

## 연혁
- 2000. 05 : 테크로스 설립
- 2001. 01 : KIST 선정 TBI 업체로 '홍릉벤처밸리' 입주
- 2001. 10 : 벤처기업인증
- 2001. 12 : 조달청장상 수상 (전해전극 수처리장치 관련 물자사랑 우수사례)
- 2002. 06 : 서울 환경상 기술부문 우수상 수상
- 2002. 07 : 서울지방중소기업청 수출유망 중소기업 지정
- 2002. 12 : 환경부장관상 수상
- 2005. 11 : 환경경영시스템 인증 (ISO 14001, ISO 9001)
- 2006. 03 : 국제해사기구 기본승인 획득
- 2006. 05 : 기업 부설 연구소 설립
- 2006. 08 : 선박평형수 처리장치 실험선(Barge) 진수식
- 2006. 12 : 그리스 선주로부터 ECS 첫 수주
- 2008. 06 : 아산공장 설립
- 2008. 10 : 국제해사기구 최종승인 획득
- 2008. 10 : 국내 ECS 첫 수주
- 2008. 12 : 국토해양부 형식승인 획득
- 2008. 12 : 서울지방중소기업청 INNO-BIZ 기업 선정
- 2009. 06 : 중소기업진흥공단 패밀리 기업 선정
- 2009. 07 : 부산기술센터 설립
- 2009. 08 : 세계 최초 방폭형 선박평형수 처리장치 수주 및 납품 (일본 시타노에 조선소)
- 2010. 01 : 세계 최초 VLCC 납품 계약 체결
- 2010. 03 : 박규원 대표이사 취임
- 2010. 05 : 서울 본사 삼성동 이전, 부산지사 및 기술센터 설립
- 2011. 03 : 장영실상 수상
- 2011. 11 : 제3회 국가녹색기술대상 '올해의 녹색기술' 선정
- 2011. 12 : 1천만불 수출탑
- 2011. 12 : 신제품(NEP) 인증
- 2012. 11 : 2012 신기술 실용화 촉진대회 '대통령 표창장' 수상
- 2012. 12 : 2천만불 수출탑
- 2013. 04 : 대통령 주재 해양수산부 업무보고 참석
- 2013. 04 : 해양수산부 주관 차세대 선박평형수 연구개발 협약
- 2013. 06 : 장보고대상
- 2013. 09 : 2013 대한민국 친환경대상 수상
- 2013. 12 : 5천만불 수출탑
- 2014. 12 : ISO 우수인증기업 선정
- 2015. 10 : 테크로스 부산공장 준공
- 2015. 12 : ECS 세계일류상품 등록
- 2016. 02 : 2015 조선해양우수기자재기업으로 선정
- 2016. 05 : 테크로스 가치관 선포
- 2016. 10 : 우수기술연구센터 지정
- 2016. 12 : 7천만불 수출탑
- 2017. 04 : 월드클래스 300 선정
- 2018. 08 : KDB Global Challengers 200 선정
- 2019. 01 : 박석원 대표이사 취임
- 2019. 01 : 고용노동부장관 청년친화 강소기업 선정
- 2019. 09 : 테크로스 워터앤에너지, 테크로스 환경서비스 인수
- 2021. 02 : 부산시 우수기업 인증